# Jürgen Ebeling
Jürgen Ebeling (* 12. Dezember 1955 in Schönebeck (Elbe)) ist ein ehemaliger deutscher Fußballspieler. Zwischen 1976 und 1978 spielte er für den 1. FC Magdeburg in der DDR-Oberliga.

## Fußball-Laufbahn
Bis 1979 gehörte Ebeling  zum Aufgebot der Nachwuchs-Oberligamannschaft des 1. FC Magdeburg. In der Saison 1975/76 wurde er  viermal in der DDR-Oberliga eingesetzt. Sein erstes Spiel im Oberhaus des DDR-Fußballs bestritt Ebeling am 21. Februar 1976 in der Begegnung Rot-Weiß Erfurt – 1. FCM (1:1), als er in der 67. Minute für Mittelfeldregisseur Jürgen Pommerenke eingewechselt wurde. Das Punktspiel 1. FCM – Chemie Leipzig (5:1) war Ebelings einziges Oberligaspiel über 90 Minuten. Nach zwei Jahren ohne Erstligafußball stand er ein letztes Mal in einem Oberligaspiel: FC Carl Zeiss Jena – 1. FCM (1:1) am 22. April 1978.
Im November 1979 musste Ebeling seinen Militärdienst antreten. Während dieser Zeit konnte er bei der drittklassigen Armeesportgemeinschaft Vorwärts Havelberg weiter Fußball spielen. Nach dem Ende der Armeezeit schloss er sich dem Zweitligisten Stahl Blankenburg an. Dort blieb er jedoch nur in der Saison 1980/81, im Sommer 1981 wechselte er zum Ligakonkurrenten Lok Stendal. Hier spielte er bis zum Ende seiner Laufbahn als Fußballspieler 1989 vier Jahre in der zweitklassigen DDR-Liga, zwischen 1983 und 1987 in der Bezirksliga Magdeburg.

## Einsätze in der Erstligamannschaft des 1. FCM
Oberliga
- - 21. Februar 1976: ab 67. für Pommerenke (A, 1:1)
  - 6. März 1976: ab 60. für Tyll (A, 0:4)
  - 10. April 1976: 90 Minuten (H, 5:1)
  - 28. April 1976: ab 68. für Mewes (A, 1:3)
  - 22. April 1978: ab 46. für Steinbach (A, 1:1)
 A = Auswärtsspiel, H = Heimspiel

Außerdem für den 1. FCM:
- - zwei Spiele im DDR-Fußballpokal
  - ein Spiel im UEFA-Pokal (24. November 1976, 1. FCM – Videoton Székesfehérvár 5:0, ab 82. für Pommerenke)